# Magyaros
Magyaros (románul Măgheruș) falu Romániában, Hargita megyében. Közigazgatásilag Maroshévízhez tartozik.

## Fekvése
A falu Maroshévíztől 2 km-re délnyugatra, a Gyergyói-medence északi részén helyezkedik el, a Maros bal partján.